# Isothecium mertensii
Isothecium mertensii là một loài Rêu trong họ Brachytheciaceae. Loài này được (Weinm.) Broth. mô tả khoa học đầu tiên năm 1907.